# Incertezza
L'incertezza è il termine utilizzato in diversi significati in un certo numero di ambiti, tra cui filosofia, fisica, statistica, economia, finanza, assicurazione, sociologia, ingegneria e scienza. Esso si applica alle previsioni di eventi futuri o per l'ignoto.

## Definizione
Nel suo lavoro Risk, Uncertainty, and Profit l'economista Frank Knight ha stabilito l'importante distinzione tra rischio, e incertezza:
(Frank H. Knight - Risk, Uncertainty, and Profit)
Anche se i termini sono utilizzati generalmente in vari modi e contesti, molti specialisti nella teoria decisionale, in statistica e in altri settori hanno definito quantitativi di incertezza e di rischio più specificamente. Doug Hubbard definisce incertezza e di rischio come:
1. Incertezza: la mancanza di certezza, uno stato di conoscenza limitata in cui è impossibile descrivere esattamente lo stato esistente, i risultati futuri o più di un risultato possibile.
2. Misura di incertezza: una serie di possibili stati in cui i risultati o le probabilità sono assegnate a ciascun stato o risultato possibile - questo include anche l'applicazione di una funzione di densità di probabilità di variabili continue
3. Rischio: Uno stato di incertezza in cui alcuni possibili risultati hanno un effetto indesiderato o una perdita significativa.
4. Misurazione del rischio: una serie di incertezze misurata in cui alcuni risultati sono possibili perdite, e l'entità di tali perdite - sono comprese anche le funzioni di perdita su variabili continue.

Ci sono diversi altri significati di incertezze e decisioni che includono un più ampio senso di incertezza e di come essa dovrebbe essere affrontata da una prospettiva etica: 
Ad esempio, se non si sa se domani pioverà, si ha una situazione di incertezza. Se si applica la probabilità di risultati possibili utilizzando le previsioni del tempo o anche solo una valutazione calibrata della probabilità, si quantifica l'incertezza.
Supponiamo che si quantifichi l'incertezza con il 90% di possibilità di sole. Se si sta pianificando un grande, costoso, evento all'aperto per l'indomani, si presenta un rischio del 10% di probabilità di pioggia la quale non sarebbe auspicabile. Inoltre, se si trattasse di un evento d'affari e si perdessero 100000 € con la pioggia, allora si può quantificato il rischio (il 10% di possibilità di perdere 100000 €). Queste situazioni possono essere rese ancora più realistiche quantificando pioggia vs pioggia pesante; il costo dei ritardi vs definitiva cancellazione, ecc.
Si potrebbe rappresentare il rischio di questo esempio come "perdita di opportunità attese" (EOL) o la possibilità di perdita, moltiplicato per l'importo delle perdite (10% x 100000 € = 10000 €). Questo è utile se l'organizzatore della manifestazione è "neutrale al rischio" ma la maggior parte delle persone non lo sono. La maggior parte sarebbero disposti a pagare un premio al fine di evitare la perdita. Una compagnia di assicurazioni, ad esempio, calcolerebbe uno EOL, come premio minimo, per qualsiasi copertura assicurativa, per poi aggiungere altri costi operativi e di profitto. Dal momento che molte persone sono disposte ad acquistare l'assicurazione per molte ragioni, quindi chiaramente l'EOL da solo non è il valore percepito dell'evitare il rischio.
La Vaghezza o l'ambiguità sono talvolta descritte come "incertezza di secondo ordine", dove c'è anche l'incertezza circa le definizioni di stati o esiti incerti. La differenza qui è che questa incertezza circa le definizioni e concetti umani non è un fatto oggettivo di natura. È stato affermato che l'ambiguità, però, è sempre evitabile, mentre l'incertezza (di "primo ordine") non è necessariamente evitabile.
L'incertezza può essere semplicemente una conseguenza di una mancanza di conoscenza dei fatti ottenibili. Cioè, si può essere incerti se il modello di un nuovo razzo funzioni, ma questa incertezza può essere rimossa con ulteriori analisi e con la sperimentazione. A livello subatomico, tuttavia, l'incertezza può essere un elemento fondamentale e inevitabile di proprietà dell'universo. In meccanica quantistica, la principio di indeterminazione di Heisenberg pone dei limiti su quanto un osservatore potrà mai conoscere sulla posizione e sulla velocità di una particella. Questo potrebbe non essere solo l'ignoranza di fatti potenzialmente ottenibili, ma che non vi sia alcun fatto da trovare. Vi è una polemica in fisica, come se tale incertezza sia un'irriducibile proprietà della natura, o se ci sono "variabili nascoste" che descrivono lo stato di una particella, anche più esattamente di quanto consenta il principio di indeterminazione di Heisenberg.

## Incertezza esistenziale
(Zygmunt Bauman)
Un aspetto dell'incertezza che nel XX secolo si è andato sempre più affermandosi è l'incertezza che riguarda la stessa esistenza, toccando aspetti della vita fra cui la stessa sopravvivenza includendo timore della perdita di lavoro e disoccupazione giovanile, salute e approvvigionamento delle risorse essenziali per la stessa esistenza. Un aspetto singolare inoltre riguarda la percezione stessa dell'incertezza in quella che il sociologo Zygmunt Bauman definisce società liquida Bauman spiega la postmodernità usando le metafore di modernità liquida e solida. Nei suoi libri sostiene che l'incertezza che attanaglia la società moderna deriva dalla trasformazione dei suoi protagonisti da produttori a consumatori. In particolare, facendo corrispondere concetti quali consumismo e reazione di rifiuti umani, globalizzazione e industria della paura, lo smantellamento delle sicurezze e una vita liquida sempre più frenetica e costretta ad adeguarsi alle attitudini del gruppo per non sentirsi esclusa.
Riprendendo i temi di Bauman il filosofo Costantino Esposito nel discorso principale del Meeting per l'amicizia fra i popoli 2011  parlò dell'incertezza come percezione e condizione di uno stato diffuso, costante del nostro tempo 
 parafrasando poi lo stesso discorso fatto da Bauman ad un Festival della filosofia del 2010 che aveva asserito come tutta la cultura moderna era nata con la promessa di sfidare, in una "guerra totale di logoramento" il "mostro policefalo" che era l'incertezza e dopo aver compreso la necessità di sottoporre il mondo a «una nuova gestione esclusivamente umana "indirizzata a chiudere i conti una volta per tutte con i più terribili demoni dell'incertezza: la contingenza, la casualità, la mancanza di chiarezza, l'ambivalenza, l'indeterminazione e l'imprevedibilità" cosa che avrebbe permesso di non far dipendere più la felicità degli uomini dai colpi di fortuna, né di attenderla come un dono del cielo, ma di conquistarla come "il prodotto di una programmazione fondata sulla conoscenza scientifica e sulle sue applicazioni tecnologiche". disse:

## Misurazione
In metrologia l'incertezza o margine di errore di una misurazione è riportata dando un intervallo di valori che è probabile racchiudano il valore giusto.

## Applicazioni
Diversi sono i campi di applicazione dell'incertezza:
- Investimenti nei mercati finanziari, come il mercato azionario.
- In ingegneria è utilizzato quando si parla di cifre. Oppure la possibilità di errore coinvolto nella misura di cose come la distanza.
- L'incertezza è stata progettata in gioco, più in particolare nel gioco d'azzardo, dove il caso è un elemento centrale del gioco.
- Nel modellizzazione scientifica, in cui la previsione di eventi futuri dovrebbe essere raggiunta per avere una gamma di valori attesi.
- Nel fisica, in determinate situazioni, l'incertezza è stata elevata in linea di principio, come il principio di indeterminazione di Heisenberg.
- Nelle previsioni meteorologiche, è ormai comune includere i dati relativi al grado di incertezza.
- È un elemento importante nell'economia. L'economista Knight Frank specifica la diversità dal concetto di rischio dove vi è una specifica probabilità assegnata a ciascun risultato (come quando viene lanciata una moneta). L'incertezza è una situazione che ha probabilità sconosciuta, mentre la stima della probabilità di possibili risultati non ha somma zero.
- Nella valutazione del rischio e di gestione del rischio[9].
- Nella metrologia, la misurazione dell'incertezza è un concetto centrale per quantificare la dispersione che si può ragionevolmente attribuire ad un risultato di misurazione. Tale incertezza può anche essere definita come una misura dell'errore. Nella vita quotidiana, l'incertezza di misurazione è spesso implicita ("Egli è 180 cm di altezza" sbagliando di qualche centimetro), mentre in altri contesti vincere l'incertezza di misura è necessario.
- L'incertezza è stato un tema comune in arte, sia come tematica dispositiva (si veda, ad esempio, l'indecisione di Amleto), e come dilemma per l'artista (come la difficoltà a decidere cosa fare con le opere d'arte).